# Dan Moody

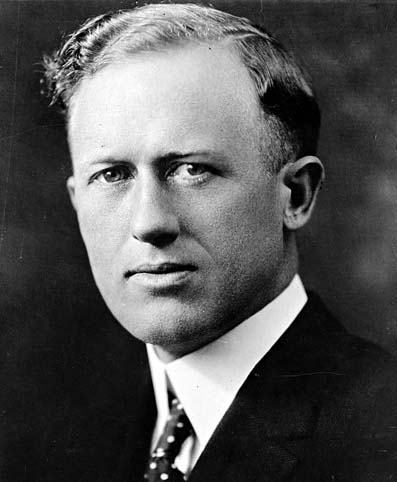
Dan Moody

Daniel James „Dan“ Moody Jr. (* 1. Juni 1893 in Taylor, Williamson County, Texas; † 22. Mai 1966 in Austin, Texas) war ein US-amerikanischer Politiker und von 1927 bis 1931 Gouverneur des Bundesstaates Texas.

## Frühe Jahre und politischer Aufstieg
Dan Moody besuchte nach der Taylor High School zwischen 1910 und 1914 die University of Texas, an der er unter anderem Jura studierte. Nach seiner 1914 erfolgten Zulassung als Rechtsanwalt begann er zusammen mit einem Partner in Taylor in seinem neuen Beruf zu arbeiten. Diese Tätigkeit wurde durch den Ersten Weltkrieg unterbrochen, an dem er als Soldat der US Army teilnahm. Nach dem Krieg arbeitete er zunächst wieder als Rechtsanwalt. Seit 1920 war er auch im öffentlichen Dienst beschäftigt.
Von 1920 bis 1922 war er Bezirksstaatsanwalt im Williamson County und von 1922 bis 1925 war er Staatsanwalt im 26. juristischen Bezirk von Texas. In dieser Funktion verklagte er erfolgreich einige Mitglieder des Ku-Klux-Klans wegen gewalttätiger Übergriffe. Dadurch wurde erstmals eine breite Öffentlichkeit auf ihn aufmerksam. Gegen den Widerstand des Klans wurde Moody 1925 von Gouverneurin Miriam A. Ferguson zum neuen Attorney General von Texas berufen. Dieses Amt übte er bis 1927 aus. Dabei führte er auch die Untersuchungen gegen Mitglieder der Highway Commission, die wegen Annahme von Bestechungsgeldern angeklagt wurden und ihre Ämter aufgeben mussten. Im Jahr 1926 wurde er als Kandidat seiner Demokratischen Partei zum Gouverneur seines Staates gewählt. Dabei hatte er sich in den Vorwahlen gegen Ferguson durchgesetzt.

## Gouverneur von Texas
Dan Moody trat sein neues Amt am 18. Januar 1927 an. Er war bei seinem Amtsantritt der bisher jüngste Gouverneur von Texas. In seiner Amtszeit wurde das Gefängniswesen reformiert. Die von den Fergusons betriebene großzügige Begnadigungspolitik wurde beendet und die Straßenverwaltungsbehörde (Highway Commission) wurde nach den Skandalen unter Gouverneurin Ferguson neu strukturiert. Damals wurde auch der Rechnungshof des Staates Texas gegründet. Der zweite Teil seiner Amtszeit war von der Weltwirtschaftskrise überschattet, die auch in Texas ihre Spuren hinterließ.

## Weiterer Lebenslauf
Nach dem Ende seiner Gouverneurszeit am 20. Januar 1931 wurde er Rechtsanwalt in Austin. Im Jahr 1935 wurde er von Präsident Franklin D. Roosevelt in die Bundesstaatsanwaltschaft berufen, wo er einige Fälle von Steuerhinterziehung in Louisiana vor Gericht bringen sollte. Im Jahr 1942 bewarb er sich erfolglos um eine erneute Nominierung seiner Partei für das Amt des Gouverneurs. Mit der Zeit wurde Moody ein Gegner der New-Deal-Politik des Präsidenten, und er sprach sich auch gegen eine vierte Präsidentschaftskandidatur Roosevelts im Jahr 1944 aus. Obwohl er weiterhin Mitglied seiner Partei blieb, unterstützte er in den Jahren 1952 und 1956 Dwight D. Eisenhower und 1960 Richard Nixon, die jeweiligen Präsidentschaftskandidaten der Republikaner. Moody war auch Mitglied einiger Anwaltsvereinigungen. Er starb im Jahr 1966 in Austin und wurde dort beigesetzt. Mit seiner Frau Mildred Paxton hatte er zwei Kinder.